# وليام ديفيس (كاتب سياسي)
ويليام ديفيس (بالإنجليزية: William Davies)‏ (1976) كاتب إنكليزي ومنظّر سياسي واجتماعي. يركز عمله على قضايا الاستهلاك والسعادة والتاريخ ووظيفة الخبرة في المجتمع. كتب ديفيز لمجموعة متنوعة من الصحف والدوريات بما في ذلك الغارديان ولندن ريفيو أوف بوكس وذا أتلانتيك . في عام 2015 ، نشر ديفيز كتابه الثاني صناعة السعادة، والذي يقيم العلاقة بين رأسمالية المستهلك والبيانات الضخمة وعلم النفس الإيجابي. ديفيس أستاذ الاقتصاد السياسي في كلية جولدسميث (جامعة لندن)، حيث يشغل منصب المدير المشارك لمركز أبحاث الاقتصاد السياسي في لندن.   

## أعماله
- حدود النيوليبرالية: السلطة والسيادة ومنطق المنافسة (2014)
- صناعة السعادة: كيف باعت الحكومة والشركات الكبرى لنا الرفاهية (2015)
- الدول العصبية: الديمقراطية وانحسار العقل (2019)
- هذا ليس طبيعياً: انهيار بريطانيا الليبرالية ، Verso Books ، 2020(ردمك 978-1-8397-6090-7)

## مقالات مختارة
- "اترك ، ثم اترك مرة أخرى" ، London Review of Books (2019)
- "ما هو" النيو "في النيوليبرالية؟" الجمهورية الجديدة (2017)
- "فيما يتعلق بالصحة العقلية ، تقوم العائلة المالكة بأكثر مما تفعله حكومتنا" ، الحارس (2017)
- "عصر الألم" ، رجل الدولة الجديد (2017)